# Valle delle rose

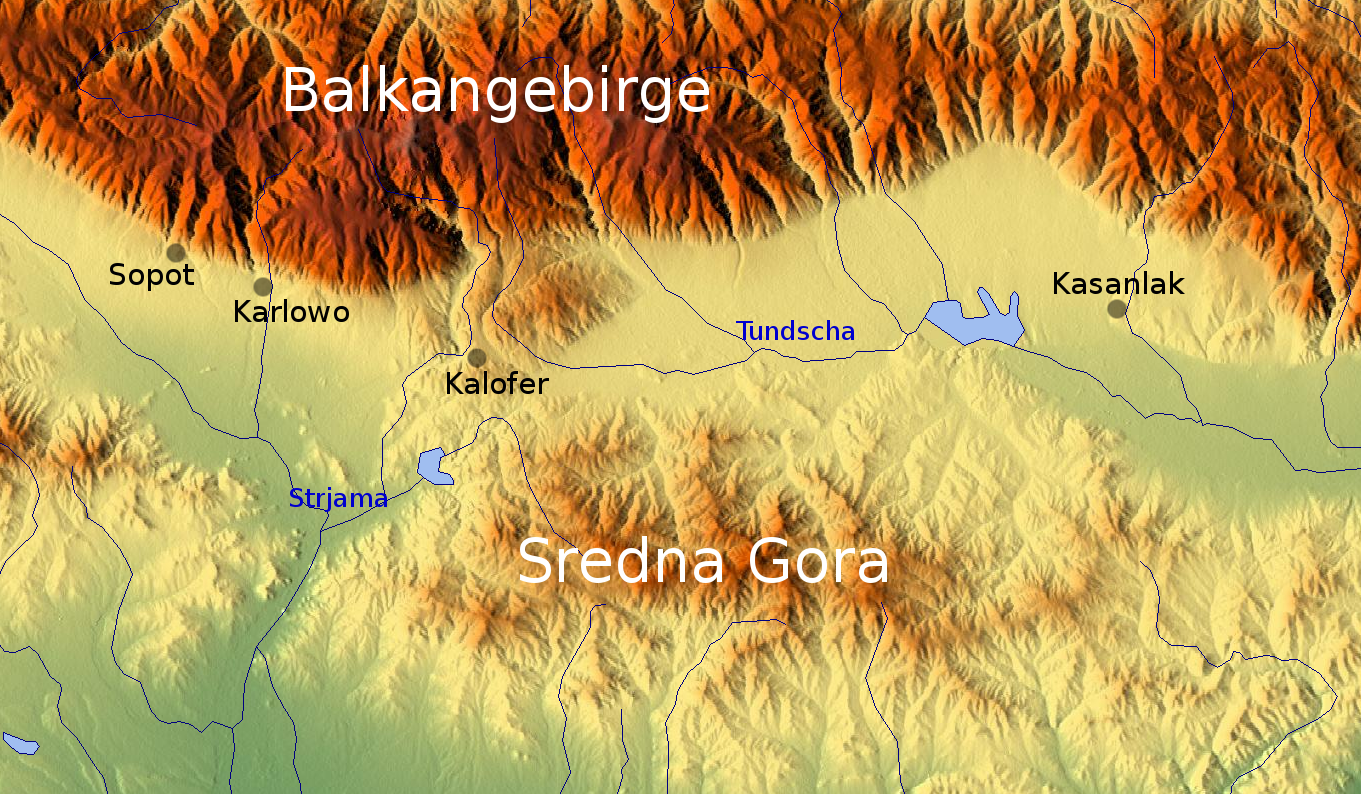
Collocazione geografica della Valle delle rose: monti a nord e sud, fiumi ad est ed ovest.

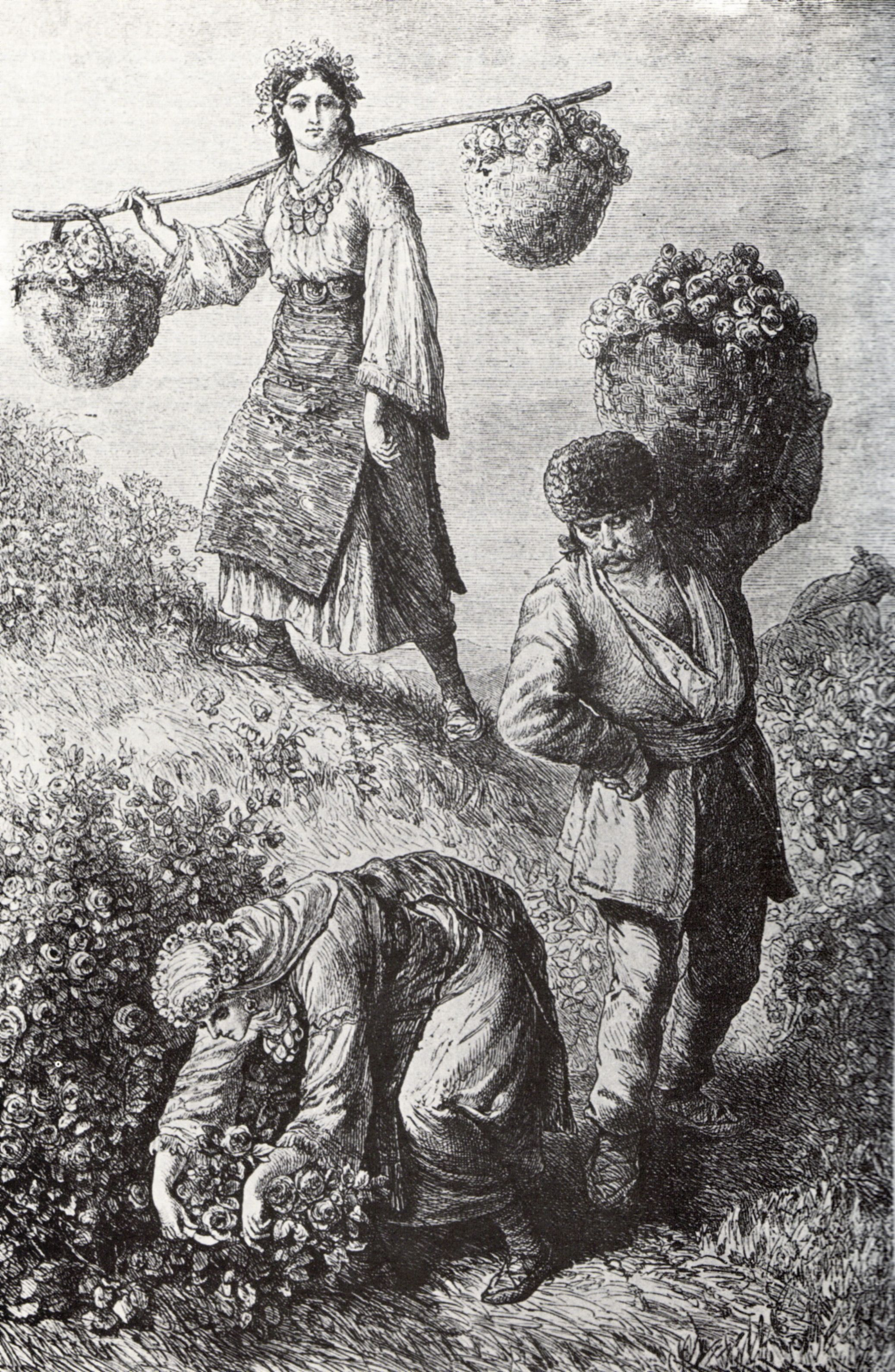
Raccolta delle rose nei pressi di Kazanlăk in Bulgaria. Stampa del 1870 di Felix Philipp Kanitz.

La Valle delle rose (in bulgaro Розова долина, Rozova dolina) è una regione della Bulgaria situata in un'area stretta e lunga collocata fra le catene montuose parallele dei Balcani ed Antibalcani e composta dalle vallate adiacenti dei fiumi Strjama ad ovest e Tundža ad est.
La valle è molto importante nella storia della Bulgaria per essere il luogo di nascita di molti rivoluzionari come Vasil Levski, Ivan Vazov, Hristo Botev ed altri ancora.

## Storia
La valle è famosa da secoli per la coltivazione estensiva di rose soprattutto della qualità rosa damascena nei colori bianco, rosa e rosso e nello specifico della qualità Trigintipetala (la cosiddetta "rosa di Kazanlak") dall'odore particolarmente persistente, che è stata importata nella zona dalla Turchia e dal Medio oriente. Da questi fiori viene poi prodotto il relativo olio di rose, di cui nella Valle delle rose se ne fabbrica circa l'85% di tutto il mondo e che viene usato dalle aziende profumiere. La maggior parte delle industrie che estraggono gli oli essenziali dai fiori si trovano nella principale città della regione, Kazanlăk, ma la rete industriale si estende anche alle vicine località di Karlovo, Sopot, Kalofer e Plovdiv.
Le rose vengono coltivate all'aria aperta e non in serre, cosicché si ha una sola stagione di raccolta breve, ma molto intensa, che va da maggio a giugno: durante il bimestre l'intera area è intrisa di profumo di rose e completamente coperta di fiori, e si svolgono in tutte le città della vallata celebrazioni folk dedicate ai fiori. Il processo di raccolta è ancora oggi eseguito con tecniche tradizionali e viene solitamente svolto da maestranze femminili, a cui si richiede destrezza e pazienza data la difficoltà di cogliere fiori dal gambo spinato, che vengono tagliati a uno ad uno e trasportati alla distilleria con ceste di vimini.